# Hamad Ibrahim
Hamad Ibrahim (Arabic:حمد إبراهيم) (sinh ngày 18 tháng 1 năm 1994) là một cầu thủ bóng đá người Các Tiểu vương quốc Ả Rập Thống nhất. Hiện tại anh thi đấu cho Al-Sharjah.